# Cyanotis
Cyanotis is een geslacht uit de familie Commelinaceae. De soorten komen voor in de (sub)tropische delen van Afrika, zuidelijk Azië en noordelijk Australië.

## Soorten
- Cyanotis adscendens Dalzell
- Cyanotis ake-assii Brenan
- Cyanotis angusta C.B.Clarke
- Cyanotis arachnoidea C.B.Clarke
- Cyanotis arcotensis R.S.Rao
- Cyanotis axillaris (L.) D.Don ex Sweet
- Cyanotis beddomei (Hook.f.) Erhardt, Götz & Seybold
- Cyanotis burmanniana Wight
- Cyanotis caespitosa Kotschy & Peyr.
- Cyanotis ceylanica Hassk.
- Cyanotis ciliata (Blume) Bakh.f.
- Cyanotis cristata(L.) D.Don
- Cyanotis cucullata (Roth) Kunth
- Cyanotis cupricola J.Duvign.
- Cyanotis dybowskii Hua
- Cyanotis epiphytica Blatt.
- Cyanotis fasciculata (B.Heyne ex Roth) Schult. & Schult.f.
- Cyanotis flexuosa C.B.Clarke
- Cyanotis foecunda DC. ex Hassk
- Cyanotis ganganensis Schnell
- Cyanotis grandidieri H.Perrier
- Cyanotis hepperi Brenan
- Cyanotis homblei De Wild.
- Cyanotis karliana Hassk.
- Cyanotis kawakamii Hayata
- Cyanotis lanata Benth.
- Cyanotis lanceolata Wight
- Cyanotis lapidosa E.Phillips
- Cyanotis longifolia Benth.
- Cyanotis loureiroana (Schult. & Schult.f.) Merr
- Cyanotis lourensis Schnell
- Cyanotis moluccana (Roxb.) Merr.
- Cyanotis nyctitropa Deflers
- Cyanotis obtusa (Trimen) Trimen
- Cyanotis pachyrrhiza Oberm.
- Cyanotis paludosa Brenan
- Cyanotis pedunculata Merr.
- Cyanotis pilosa Schult. & Schult.f.
- Cyanotis polyrrhiza Hochst. ex Hassk.
- Cyanotis repens Faden & D.M.Cameron
- Cyanotis reutiana Beauverd
- Cyanotis robusta Oberm.
- Cyanotis scaberula Hutch.
- Cyanotis somaliensis C.B.Clarke
- Cyanotis speciosa (L.f.) Hassk.
- Cyanotis thwaitesii Hassk.
- Cyanotis tuberosa (Roxb.) Schult. & Schult.f.
- Cyanotis vaga (Lour.) Schult. & Schult.f.
- Cyanotis villosa (Spreng.) Schult. & Schult.f.
- Cyanotis vivipara Dalzell

... · 
Commelina · 
Cyanotis · 
Tradescantia · 
...